# Halka, Romnî
Halka (în ucraineană Галка) este localitatea de reședință a comunei Halka din raionul Romnî, regiunea Sumî, Ucraina.

## Demografie
Componența lingvistică a localității Halka
     Ucraineană (97,33%)
     Rusă (1,9%)
     Alte limbi (0,38%)
Conform recensământului din 2001, majoritatea populației localității Halka era vorbitoare de ucraineană (97,33%), existând în minoritate și vorbitori de rusă (1,9%).